# Pastoreo
Pastoreo ist eine Ortschaft in Uruguay.

## Geographie
Sie befindet sich auf dem Gebiet des Departamento Colonia in dessen Sektor 3. Pastoreo liegt wenige hundert Meter südlich von Rosario. Weitere Ansiedlungen in der Umgebung sind Colonia Cosmopolita im Südwesten und La Paz im Südosten.

## Infrastruktur
Pastoreo liegt nahe der südlich verlaufenden Ruta 1.

## Einwohner
Der Ort hatte bei der Volkszählung im Jahr 2004 456 Einwohner.
| Jahr | Einwohner |
| ---- | --------- |
| 1963 | 241       |
| 1975 | 232       |
| 1985 | 360       |
| 1996 | 402       |
| 2004 | 456       |

Quelle: Instituto Nacional de Estadística de Uruguay